# 애마 섹시 월드
"애마 섹시 월드"는 대한민국의 영화이다.

## 캐스팅
- 독고영재
- 진주희
- 소비아